# Novaci, Călărași
Novaci este un sat din comuna Tuzara, raionul Călărași, Republica Moldova.